# Camel Bobsled Race
Camel Bobsled Race ist ein im Jahr 1997 erschienenes Mixalbum auf dem DJ QBert mit einem Live-Mix der Musik von DJ Shadow zu hören ist. Stilistisch ist Camel Bobsled Race dem Turntablism zuzuordnen.

## Urheberschaft und Aufnahme
Die Songs, die DJ QBert für Camel Bobsled Race zusammenmischte, wurden von DJ Shadow komponiert, wobei diese Kompositionen auch Samples von anderen Musikern enthalten. DJ QBert wiederum modifizierte die Songs unter anderem durch Scratchen.
An der Aufnahme des Live-Mixes war laut Liner Notes außerdem „eine Rap-Crew, die sich noch einen Namen machen wird“ beteiligt, namentlich erwähnt wird der Rapper Gift of Gab; ebenfalls angeführt wird der DJ Cut Chemist. Produzent von Camel Bobsled Race war DJ Shadow.
Der ursprüngliche Live-Mix von DJ QBert basierte neben den Songs von DJ Shadow auch auf solchen von DJ Krush, diese wurden für die Veröffentlichung des Albums jedoch wieder herausgeschnitten.

## Veröffentlichungen
Erstmals veröffentlicht wurde Camel Bobsled Race im Jahr 1997 vom Label Mo’ Wax als CD, LP und MC. Die im Jahr 1998 publizierte US-amerikanische Version der Kompilation Preemptive Strike von DJ Shadow enthält Camel Bobsled Race als Bonus-CD. Darüber hinaus sind mehrere Bootlegs des Albums im Umlauf.

## Rezension
Die Musikdatenbank Allmusic führt Camel Bobsled Race mit drei von fünf möglichen Sternen – das Album sei zwar „fesselnd“ und „unterhaltsam“ aber keine „Offenbarung“.

## Trivia
In die Liner Notes von Camel Bobsled Race schrieb der Gründer von Mo’ Wax, James Lavelle: „Wenn Sie diese Platte hören, werden Sie verstehen, warum QBert der beste DJ ist, wenn es darum geht, Platten zu mixen und zu scratchen.“ Und weiter: „Ich war der erste, der DJ Shadow als Solokünstler aufnahm. Aber ich muss zugeben, dass ich nicht mein Bestes gab, als ich ihn aufnahm. Ich hoffe, dass ich diese Fehler mit dieser Platte wiedergutmachen kann.“ 